# Kautendorf (Döhlau)
Kautendorf ist ein Gemeindeteil der Gemeinde Döhlau im Landkreis Hof (Oberfranken, Bayern) und eine Gemarkung.

## Geographie
Das Pfarrdorf Kautendorf liegt im Osten des Gemeindegebiets etwa zwei Kilometer östlich des Hauptortes. Nördlich liegt das Nachbardorf Tauperlitz, im Osten Draisendorf, im Süden Woja und im Westen Döhlau. Über die Kreisstraße HO 5 ist Kautendorf an die Bundesstraße 15 in Richtung Hof und die Bundesautobahn 93 angeschlossen. Auf der  Gemarkung Kautendorf liegen die Orte Kautendorf und Lahmreuth.

## Geschichte
Der Ort wurde im Jahre 1368 erstmals urkundlich erwähnt. Als Besitzer im Ort wurden 1390 die Weißelsdorf genannt, später waren es unter anderen die Rabensteiner zu Döhlau und die von Kotzau. 1520 wurde der Kautendorfer Kirchsprengel mit Draisendorf, Woja, Kühschwitz und Wurlitz gegründet. 1633 starben 44 Einwohner infolge einer Pestepidemie, die Soldaten während des Dreißigjährigen Krieges eingeschleppt hatten. 1961 hatte die Gemeinde eine Fläche von etwa 952 Hektar und bestand aus den Orten Kautendorf, Kühschwitz und Lahmreuth. Am 1. Januar 1972 wurde aus der aufgelösten Gemeinde Draisendorf der Gemeindeteil Schwarzwinkel eingegliedert. Am 1. Mai 1978 wurde die Gemeinde im Zuge der bayerischen Gemeindegebietsreform aufgelöst und nach Döhlau eingegliedert, die Gemeindeteile Kühschwitz und Schwarzwinkel kamen zu Rehau.

## Baudenkmäler
- Martinskirche (Kautendorf)